# Troglophilus roeweri
Troglophilus roeweri är en insektsart som beskrevs av Werner 1928. Troglophilus roeweri ingår i släktet Troglophilus och familjen grottvårtbitare. Inga underarter finns listade i Catalogue of Life.